# Thomas Rotter
Thomas Rotter (27 gennaio 1992) è un calciatore austriaco, difensore dell'Hartberg.

## Caratteristiche tecniche
È un difensore centrale.

## Carriera
Cresciuto nel settore giovanile dell'Hartberg, ha esordito in prima squadra il 24 settembre 2012 disputando l'incontro di ÖFB-Cup perso 3-0 contro il Kalsdorf.